# Steven Zellner
Steven Zellner (Wadern, 1991. március 14. –) német labdarúgó, 2017 óta az 1. FC Saarbrücken csatára.

## Pályafutása
Zellner a Bundesligában 2012. február 11-én mutatkozott be, idegenben 2–0-ra kaptak ki a Bayern Münchentől.
2007. szeptember 20-án mutatkozhatott be a német U17-es válogatottban. Ekkor a Bundesliga 1995-ös gólkirálya, Heiko Herrlich szavazott neki bizalmat. 2009. február 6-án egy korosztállyal feljebb mutatkozott be. Ekkor a korábban az 1. FC Magdeburgot és az 1. FC Union Berlint irányító Frank Engel volt a válogatott edzője. 2011. október 5-én az U20-as válogatottban debütált. Az Olasz U20-as labdarúgó-válogatott ellen a félidőben küldte pályára Frank Wormuth szövetségi kapitány Fanol Perdedaj helyén. A meccset a németek 3–2-re nyerték meg.